# Dietmar Schmidt
Dietmar Schmidt (Zwickau, 29 de abril de 1952) é um ex-handebolista alemão oriental, foi campeão olímpico.
Dietmar Schmidt fez parte do elenco campeão olímpico de 1980, ele jogou seis partidas e anotou dois gols.

## Títulos
- Jogos Olímpicos:
  - Ouro: 1980